# Isometrus thwaitesi
Espèce
Synonymes
- Isometrus thwaitesi pallidus Lourenço et Huber, 2002

Isometrus thwaitesi est une espèce de scorpions de la famille des Buthidae.

## Distribution
Cette espèce est endémique du Sri Lanka.

## Description
Le mâle holotype mesure 34 mm.
Isometrus thwaitesi mesure de 30 à 50 mm.

## Étymologie
Cette espèce est nommée en l'honneur de George Henry Kendrick Thwaites.

## Publication originale
- Pocock, 1897 : « Descriptions of some new species of scorpions from India. » Journal of the Bombay Natural History Society, vol. 11, p. 102–117 (texte intégral).